# Phaius tankervilleae
Phaius tankarvilleae, también conocida como "Orquídea de Pantano", es una especie de orquídea que se encuentra en la India, Nueva Guinea, China, Indonesia, Malasia y Australia. En Australia se distribuye al sur de Brunswick Heads, Nueva Gales del Sur y al norte en Queensland tropical. Se encuentra en peligro de extinción.

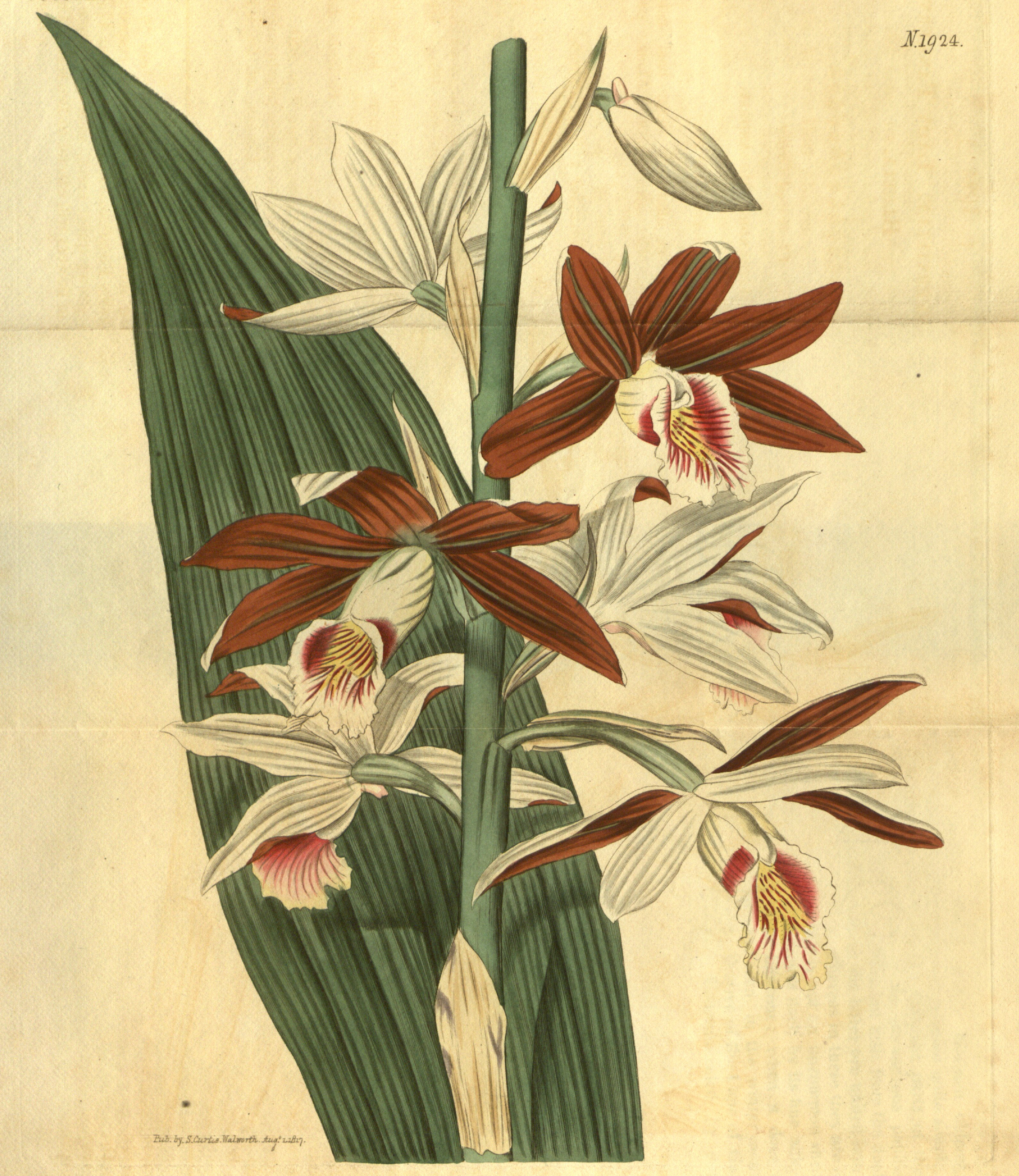
Illustración de Curtis Botanical Magazine, 1924

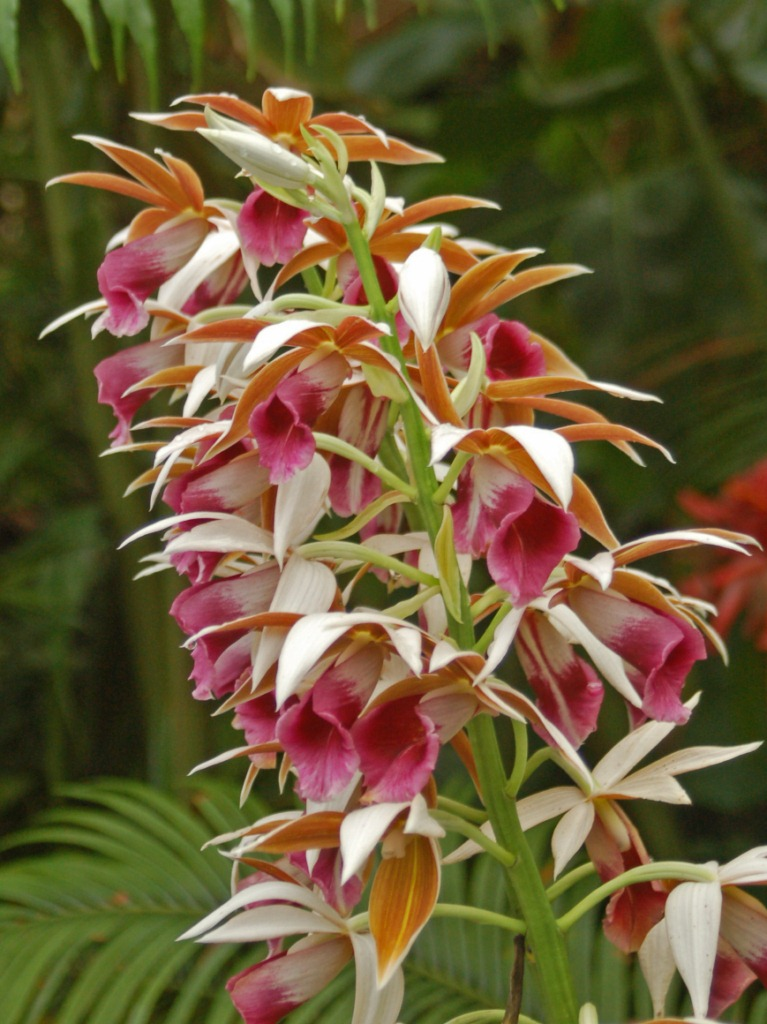
Inflorescencia de Phaius tancarvilleae

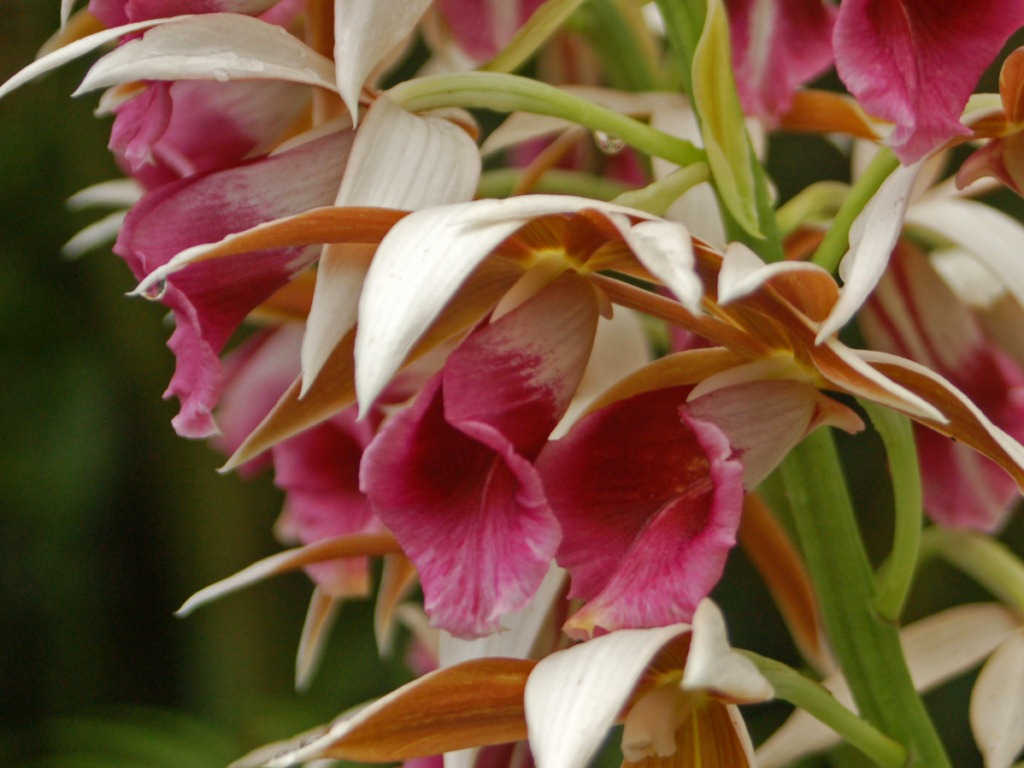
Flores de Phaius tancarvilleae

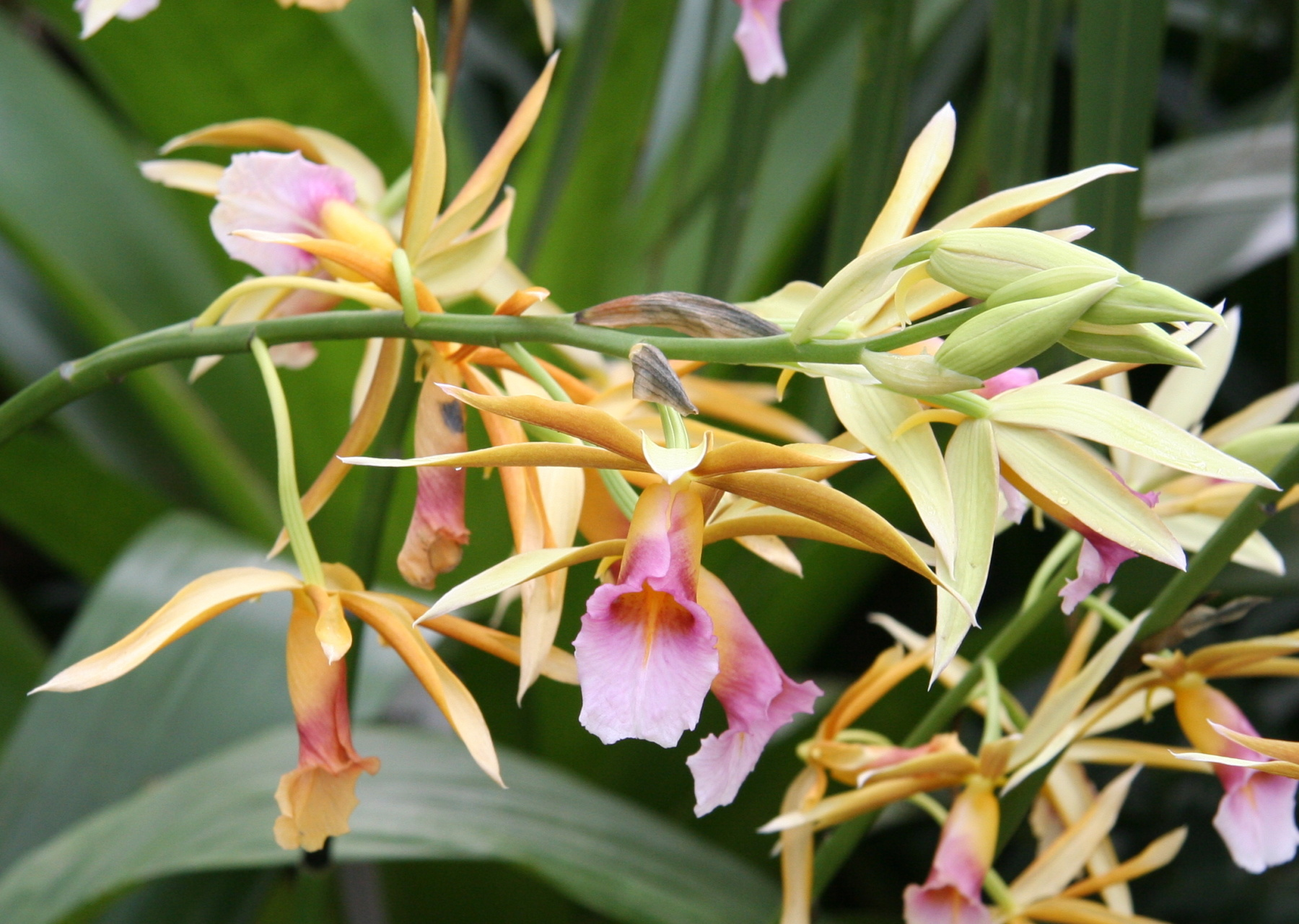
Flores de Phaius tancarvilleae

Flores de Phaius tancarvilleae

## Descripción
Es una orquídea  de gran tamaño, de hábitos terrestres  con pseudobulbos de forma ovoide o cónica,  verdes envueltos basalmente por varias envolturas de las hojas que son elíptico-lanceoladas, acuminadas, plegadas,, pecioladas y  delgadas. Florece en la primavera en una inflorescencia racemosa de 120 cm de largo, erguida, basal. Después de la floración y la caída de las flores mrchitas, se puede cortar y colocar en la arena y parcialmente cubierta, poner en la sombra, en una húmeda zona, bien regada y en 2 a 3 meses, las plántulas comienzan a crecer a partir de las viejos brácteas florales. Después de 6 meses se pueden trasplantar a una maceta. Esta especie se ha convertido en una especie invasora en algunos países como Jamaica y Hawái. En Papúa Nueva Guinea las flores ahumados se comen como un anticonceptivo.

## Distribución y hábitat
Se encuentra en Fujian, Provincia de Cantón, Guangxi, Hainan, Xizang y Yunnan de China, en Hong Kong, Taiwán, las Islas del Pacífico, Malasia e Indonesia en elevaciones de hasta 1.300 metros en los bosques montanos bajos y en los pastizales en las depresiones húmedas con suelo negro.

## Taxonomía
Phaius tankarvilleae fue descrita por (Banks) Blume  y publicado en Museum Botanicum 2: 177. 1856.
Etimología
Phaius: nombre genérico que proviene de la latinización de la palabra griega: φαιός (phaiós) que significa "oscuro", "marrón"; en referencia al color de las flores.
tankarvilleae: epíteto otorgado en honor de la Condesa Tankerville.
Sinonimia
- Bletia tancarvilleae (L'Hér.) R. Br.
- Bletia tankervilleae (Banks) R.Br.
- Calanthe bachmaensis Gagnep.
- Calanthe speciosa Vieill.
- Dendrobium veratrifolium Roxb.
- Limodorum incarvillei Pers.
- Limodorum incarvillei Blume
- Limodorum spectabile Salisb.
- Limodorum tancarvilleae L'Hér.
- Limodorum tankervilleae Banks
- Pachyne spectabilis (Salisb.) Salisb.
- Phaius blumei Lindl.
- Phaius blumei var. assamica Rchb.f.
- Phaius blumei var. pulchra King & Pantl.
- Phaius carronii F.Muell.
- Phaius giganteus Hemsl.
- Phaius grandiflorus Rchb.f.
- Phaius grandifolius Lour.
- Phaius grandifolius Lindl. ex Wall.
- Phaius grandifolius var. superbus Van Houtte
- Phaius incarvillei (Pers.) Kuntze
- Phaius leucophaeus F.Muell.
- Phaius oweniae Sander
- Phaius roeblingii O'Brien
- Phaius sinensis Rolfe
- Phaius tancarvilleae (L'Hér.) Blume
- Phaius tancarvilleae var. superbus (Van Houtte) S.Y. Hu
- Phaius tankervilleae var. mariesii Rchb.f.
- Phaius tankervilleae var. pulchra (King & Pantl.) Karth.
- Phaius tankervilleae var. superbus (Van Houtte) S.Y.Hu
- Phaius veratrifolius (Roxb.) Lindl.
- Tankervillia cantoniensis Link[7][10][11]